# Promoció de vendes
La promoció de vendes és el conjunt d'activitats de màrqueting diferents de la venda personal i la publicitat, que estimula les compres dels consumidors i l'eficàcia dels venedors, per exemple, exhibicions, exposicions, demostracions, així com diversos esforços de venda no repetitius que es fan fora de la rutina habitual (Font: Segons l'Associació Americana de Màrqueting, AMA).
En la promoció de vendes es realitzen activitats de curta durada, adreçades als intermediaris, venedors, prescriptors o consumidors, amb les quals s'intenta incrementar les vendes dels intermediaris i venedors o estimular la demanda a curt termini, mitjançant incentius econòmics i materials com són les rebaixes o descomptes en els preus, premis, cupons, regals, mostres gratuïtes, exhibicions, concursos, demostracions, exposicions, participació en fires comercials, etc.